# Leichtathletik-Weltmeisterschaften 2022/Diskuswurf der Männer

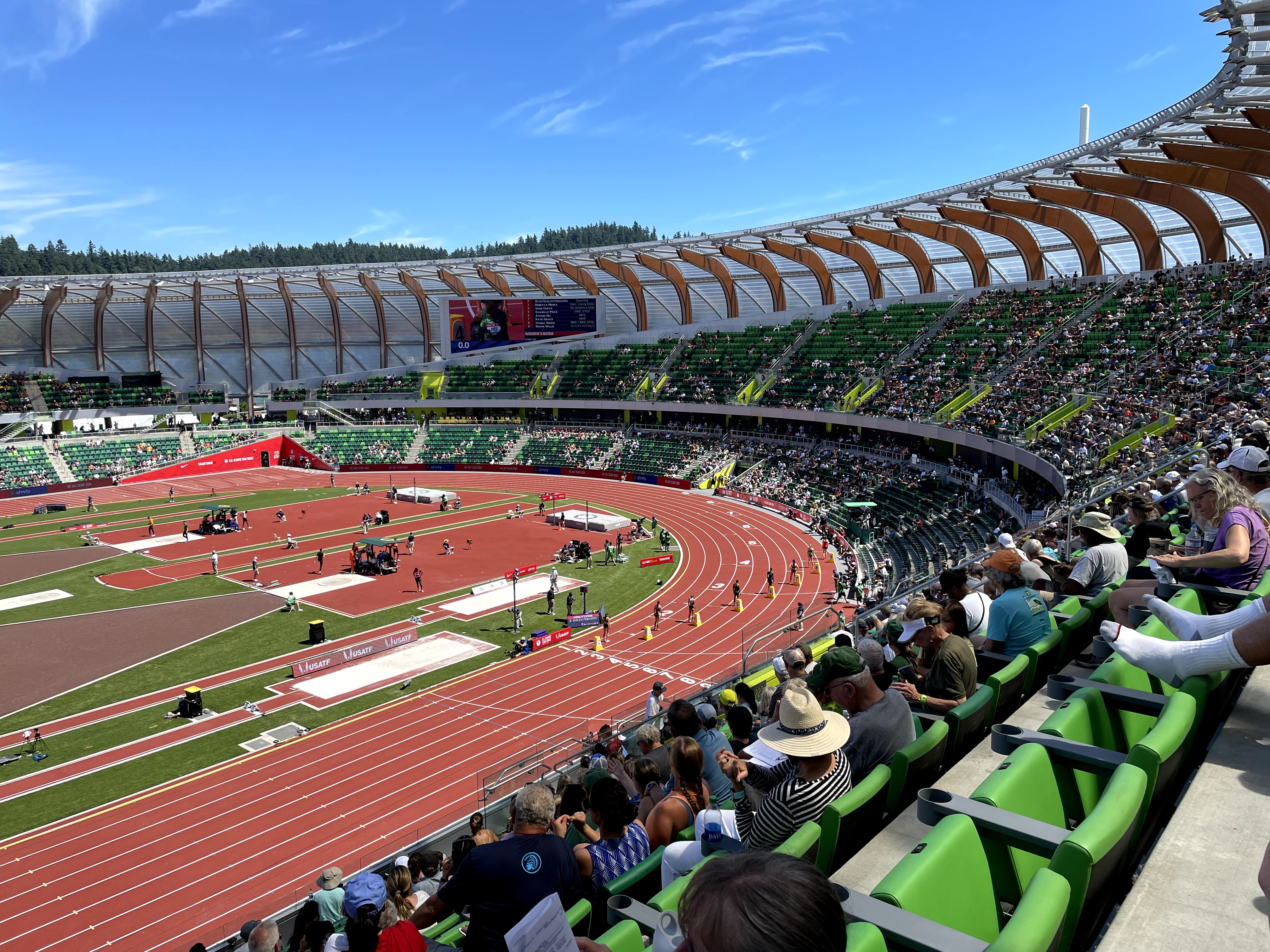
Das Stadion New Hayward Field im Jahr 2021

Der Hochsprung der Männer bei den Leichtathletik-Weltmeisterschaften 2022 wurde am 17. und 19. Juli 2022 im Hayward Field der Stadt Eugene in den Vereinigten Staaten ausgetragen.
Die Werfer aus Litauen errangen in diesem Wettbewerb mit Silber und Bronze zwei Medaillen. Weltmeister wurde der Slowene Kristjan Čeh. Er gewann vor Mykolas Alekna. Bronze ging an Andrius Gudžius.

## Rekorde

### Bestehende Rekorde
| Weltrekord               | Jürgen Schult     | 74,08 m | Neubrandenburg, DDR (heute Deutschland) | 6. Juni 1986   |
| Weltmeisterschaftsrekord | Virgilijus Alekna | 70,17 m | WM Helsinki, Finnland                   | 7. August 2005 |

### Rekordverbesserung
Der slowenische Weltmeister Kristjan Čeh verbesserte den bestehenden WM-Rekord im Finale am 19. Juli mit seinem dritten Wurf um 96 Zentimeter auf 71,13 m. Den Weltrekord verfehlte er um 2,95 m.

## Legende
Kurze Übersicht zur Bedeutung der Symbolik – so üblicherweise auch in sonstigen Veröffentlichungen verwendet:
| – | verzichtet |
| x | ungültig   |

## Qualifikation
Dreißig Teilnehmer traten in zwei Gruppen zur Qualifikationsrunde an. Sechs von ihnen (hellblau unterlegt) übertrafen die Qualifikationsweite für den direkten Finaleinzug von 66,00 m. Damit war die Mindestzahl von zwölf Finalteilnehmern nicht erreicht. Das Finalfeld wurde mit den sechs nächstplatzierten Sportlern (hellgrün unterlegt) auf zwölf Werfer aufgefüllt. So reichten für die Finalteilnahme schließlich 64,14 m.

### Gruppe A
17. Juli 2022, 17:05 Uhr Ortszeit (18. Juli 2022, 2:05 Uhr MESZ)
| Platz | Name               | Nation         | Resultat (m) | 1. Versuch (m) | 2. Versuch (m) | 3. Versuch (m) |
| 1     | Mykolas Alekna     | Litauen        | 68,91        | 65,78          | 68,91          | –              |
| 2     | Kristjan Čeh       | Slowenien      | 68,23        | 68,23          | –              | –              |
| 3     | Simon Pettersson   | Schweden       | 68,11        | 63,71          | 68,11          | –              |
| 4     | Matthew Denny      | Australien     | 66,98        | 64,89          | 66,98          | –              |
| 5     | Sam Mattis         | USA            | 65,59        | 61,87          | 65,59          | 62,30          |
| 6     | Alin Firfirică     | Rumänien       | 65,54        | 59,48          | 64,14          | 65,54          |
| 7     | Traves Smikle      | Jamaika        | 64,21        | 64,21          | 63,16          | x              |
| 8     | Alex Rose          | Samoa          | 64,14        | 63,11          | 64,14          | 63,97          |
| 9     | Lawrence Okoye     | Großbritannien | 63,57        | 63,57          | x              | 59,89          |
| 10    | Marek Bárta        | Tschechien     | 62,90        | 62,90          | 61,58          | 56,68          |
| 11    | Apostolos Parellis | Zypern         | 62,46        | 62,46          | 61,32          | 61,27          |
| 12    | Chad Wright        | Jamaika        | 60,31        | 59,14          | x              | 60,31          |
| 13    | Werner Visser      | Südafrika      | 58,44        | 58,44          | x              | x              |
| 14    | Torben Brandt      | Deutschland    | 54,11        | 54,11          | 53,42          | x              |
| NM    | Lucas Nervi        | Chile          | ogV          | x              | x              | x              |

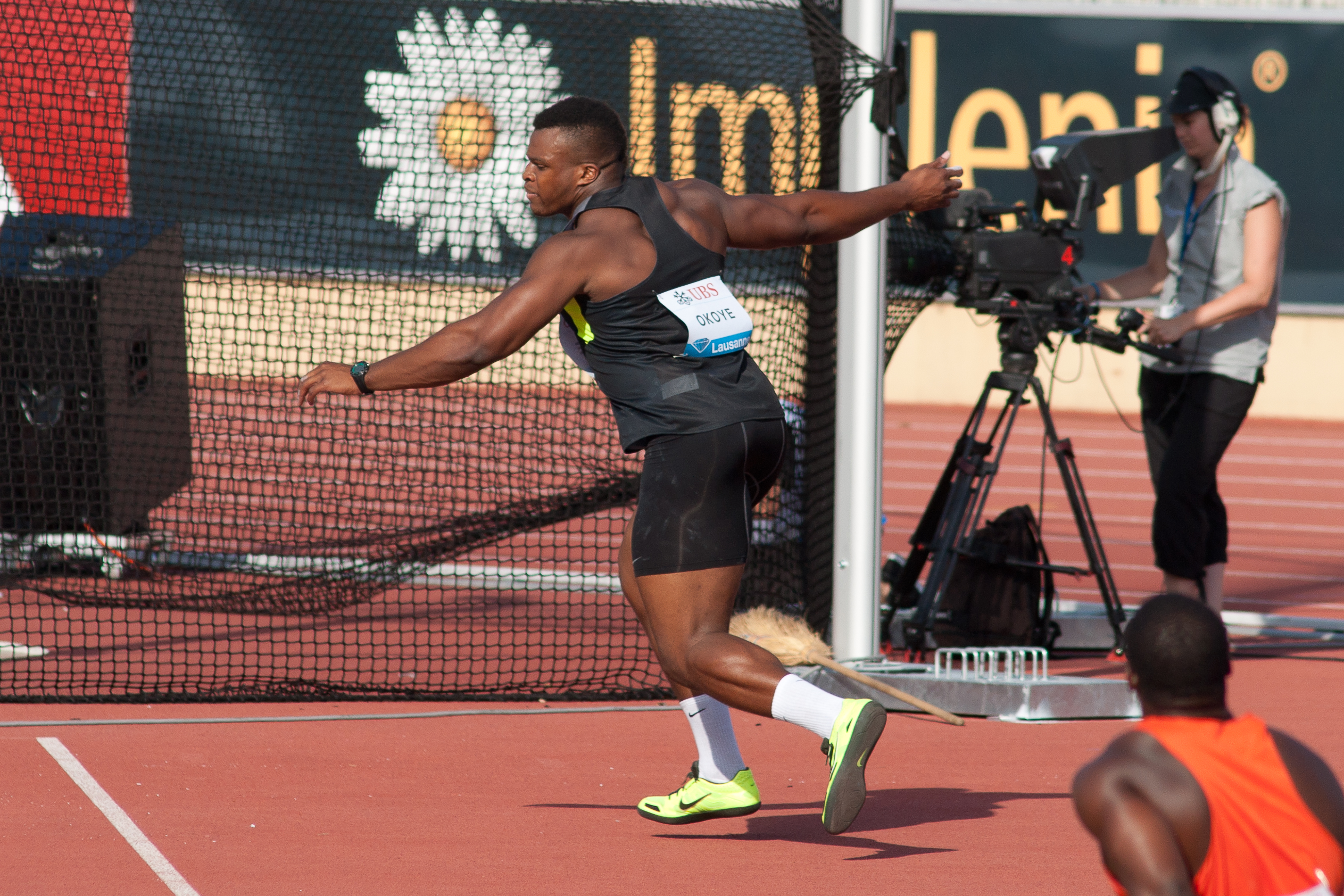
Lawrence Okoye – ausgeschieden mit 63,57 m

Weitere in Qualifikationsgruppe A ausgeschiedene Diskuswerfer:

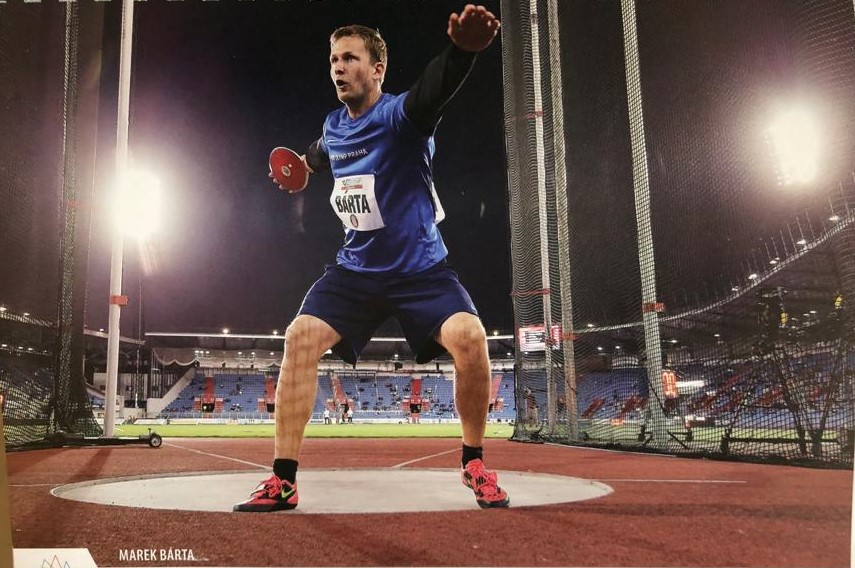
Marek Bárta – 62,90 m
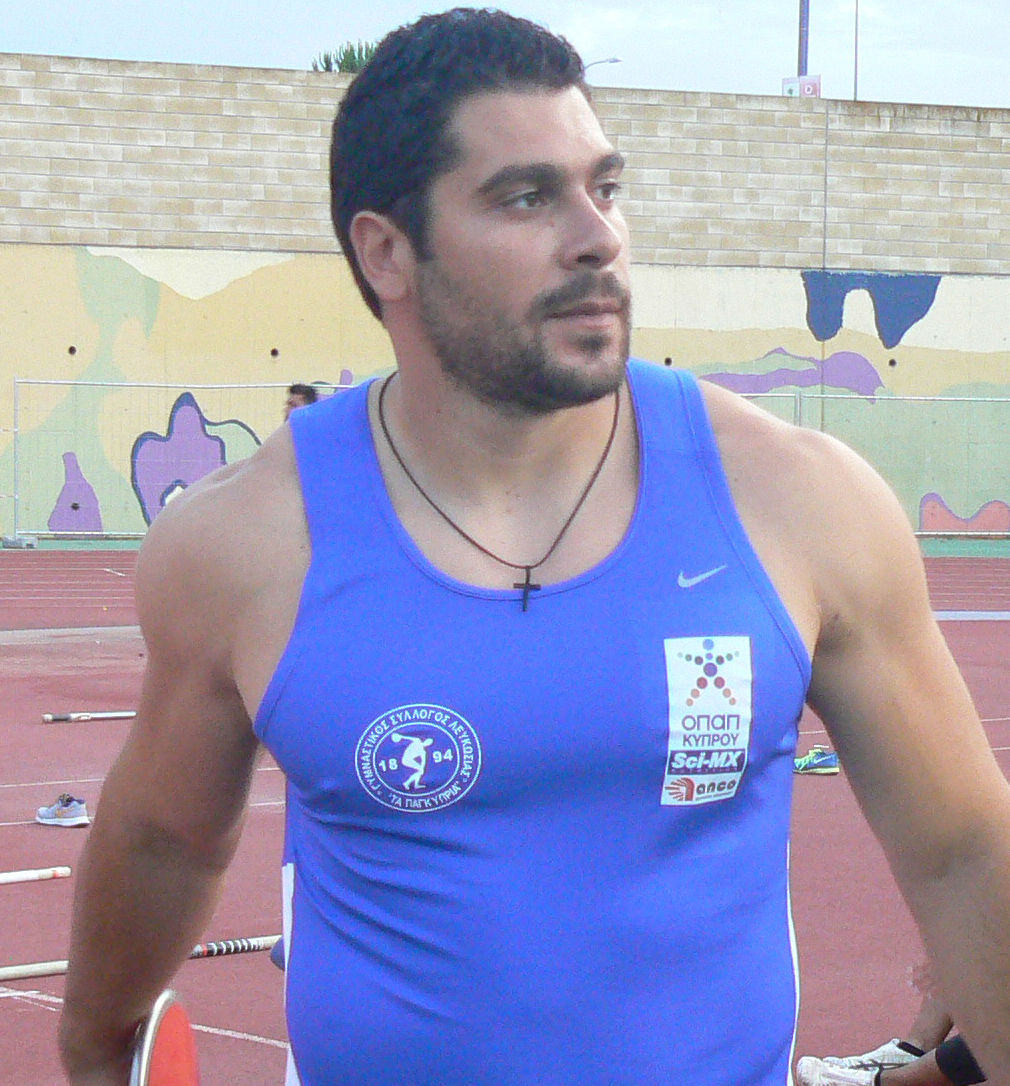
Apostolos Parellis – 62,46 m

### Gruppe B

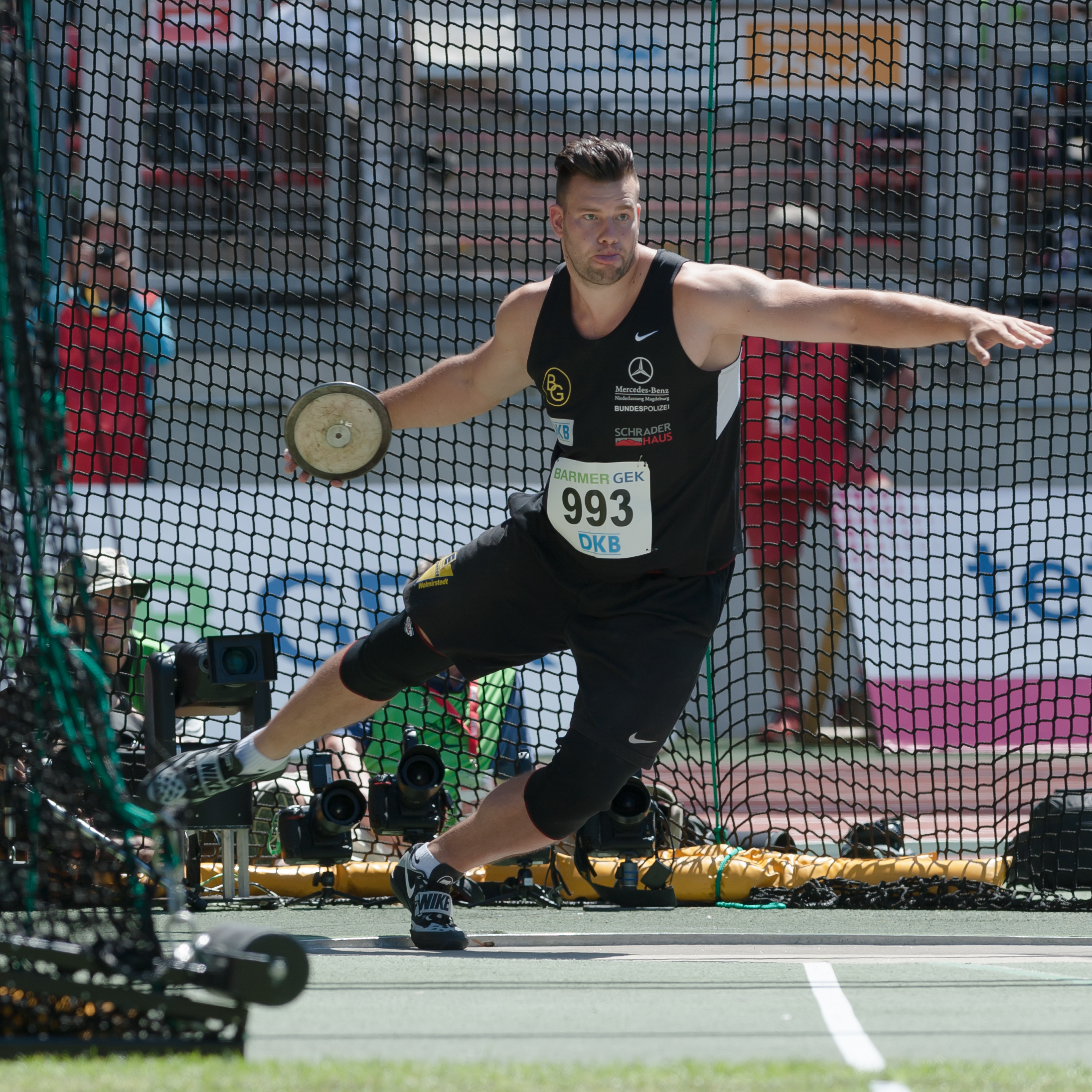
Martin Wierig – ausgeschieden mit 62,28 m
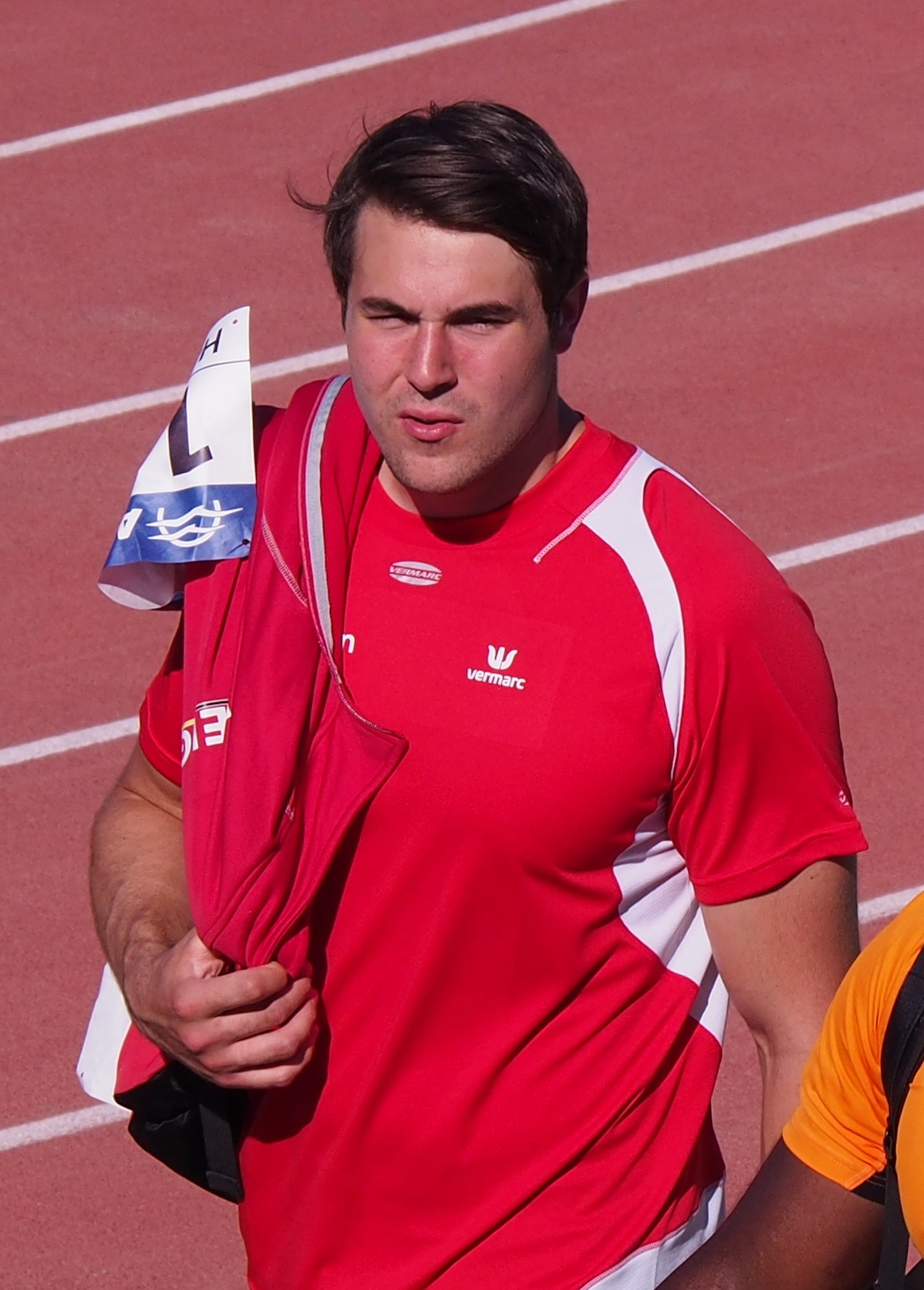
Philip Milanov – ausgeschieden mit 61,47 m

17. Juli 2022, 18:36 Uhr Ortszeit (18. Juli 2022, 3:36 Uhr MESZ)
| Platz | Name                | Nation         | Resultat (m) | 1. Versuch (m) | 2. Versuch (m) | 3. Versuch (m) |
| 1     | Andrius Gudžius     | Litauen        | 66,60        | 64,21          | 66,60          | –              |
| 2     | Lukas Weißhaidinger | Österreich     | 66,51        | 66,51          | –              | –              |
| 3     | Daniel Ståhl        | Schweden       | 65,95        | x              | 65,95          | x              |
| 4     | Fedrick Dacres      | Jamaika        | 64,49        | 58,87          | 63,36          | 64,49          |
| 5     | Nicholas Percy      | Großbritannien | 63,20        | 58,30          | 62,90          | 63,20          |
| 6     | Martin Wierig       | Deutschland    | 62,28        | 60,52          | 60,86          | 62,28          |
| 7     | Andrew Evans        | USA            | 62,20        | 59,31          | 62,20          | 62,18          |
| 8     | Henrik Janssen      | Deutschland    | 61,85        | 61,85          | 60,30          | 60,36          |
| 9     | Claudio Romero      | Chile          | 61,69        | 61,69          | x              | x              |
| 10    | Philip Milanov      | Belgien        | 61,47        | x              | 61,22          | 61,47          |
| 11    | Mario Díaz          | Kuba           | 60,83        | 57,72          | 58,35          | 60,83          |
| 12    | Martin Marković     | Kroatien       | 60,59        | x              | 57,74          | 60,59          |
| 13    | Victor Hogan        | Südafrika      | 60,51        | 60,51          | x              | 59,83          |
| 14    | Mauricio Ortega     | Kolumbien      | 59,91        | 59,47          | x              | 59,91          |
| 15    | Brian Williams      | USA            | 58,25        | x              | 56,40          | 58,25          |

## Finale
19. Juli 2022, 18:33 Uhr Ortszeit (20. Juli 2022, 3:33 Uhr MESZ)
| Platz | Name                | Nation     | Resultat (m) | 1. Versuch (m) | 2. Versuch (m) | 3. Versuch (m) | 4. Versuch (m)                         | 5. Versuch (m)                         | 6. Versuch (m)                         |
| 1     | Kristjan Čeh        | Slowenien  | 71,13 CR     | 65,27          | 69,02          | 71,13          | 68,95                                  | 70,51                                  | 67,57                                  |
| 2     | Mykolas Alekna      | Litauen    | 69,27000     | 66,64          | 67,87          | 67,28          | 69,27                                  | x                                      | x                                      |
| 3     | Andrius Gudžius     | Litauen    | 67,55000     | 67,31          | 66,06          | x              | 67,55                                  | x                                      | x                                      |
| 4     | Daniel Ståhl        | Schweden   | 67,10000     | 66,59          | 65,99          | x              | 65,39                                  | 67,10                                  | 66,86                                  |
| 5     | Simon Pettersson    | Schweden   | 67,00000     | x              | 67,00          | x              | x                                      | x                                      | x                                      |
| 6     | Matthew Denny       | Australien | 66,47000     | 61,55          | 65,50          | 66,29          | 65,56                                  | 65,49                                  | 66,47                                  |
| 7     | Alin Firfirică      | Rumänien   | 65,57000     | 65,10          | 63,80          | 62,58          | x                                      | x                                      | 65,57                                  |
| 8     | Alex Rose           | Samoa      | 65,57000     | 65,57          | 64,17          | 63,41          | 62,78                                  | x                                      | 61,16                                  |
| 9     | Fedrick Dacres      | Jamaika    | 64,85000     | 64,85          | 63,25          | 64,79          | nicht im Finale der besten acht Werfer | nicht im Finale der besten acht Werfer | nicht im Finale der besten acht Werfer |
| 10    | Lukas Weißhaidinger | Österreich | 63,98000     | 61,72          | 63,98          | 62,45          | nicht im Finale der besten acht Werfer | nicht im Finale der besten acht Werfer | nicht im Finale der besten acht Werfer |
| 11    | Sam Mattis          | USA        | 63,19000     | 60,89          | 63,19          | 62,82          | nicht im Finale der besten acht Werfer | nicht im Finale der besten acht Werfer | nicht im Finale der besten acht Werfer |
| 12    | Traves Smikle       | Jamaika    | 62,23000     | x              | 62,23          | x              | nicht im Finale der besten acht Werfer | nicht im Finale der besten acht Werfer | nicht im Finale der besten acht Werfer |

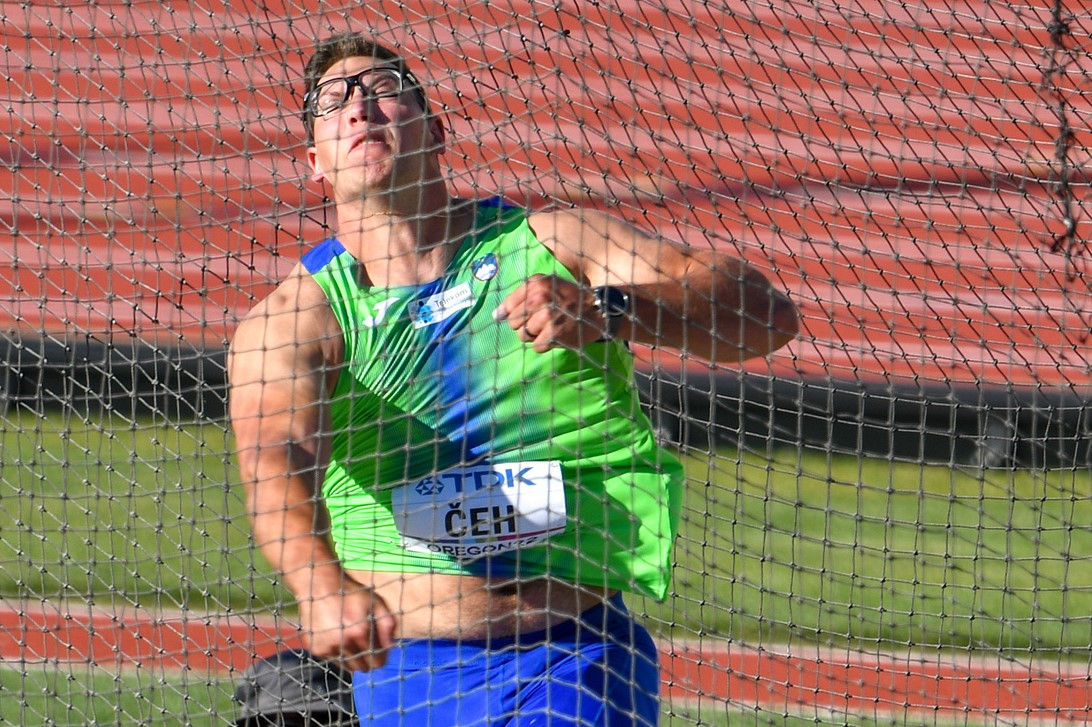
Kristjan Čeh – Weltmeister mit Meisterschaftsrekord

Nach dem ersten Durchgang gab es eine Doppelführung für zwei Werfer aus Litauen. Andrius Gudžius hatte gute 67,31 m vorgelegt. Mykolas Alekna, Sohn des zweifachen Olympiasiegers (2000/2004) und zweifachen Weltmeisters (2003/2005) Virgilijus Alekna, hatte 66,64 m erzielt. Dritter war der Schwede Daniel Ståhl (66,59 m).
In Runde zwei steigerte sich der Slowene Kristjan Čeh auf 69,02 m und übernahm damit die Führung. Alekna zog mit 67,87 m an Gudžius vorbei und blieb damit Zweiter. Bei genau 67,00 m landete der Diskus des Schweden Simon Pettersson, was ihn auf Rang vier brachte.
Mit seinem dritten Wurf baute Čeh seine Führung weiter aus. Er verbesserte mit seinen 71,13 m den Meisterschaftsrekord um 96 Zentimeter. Matthew Denny gelangen 66,29 m und lag damit auf dem sechsten Rang. In der vierten Versuchsreihe kam der zweitplatzierte Alekna mit 69,27 m wieder näher an Čeh heran, es blieb weiter spannend. Gudžius verbesserte sich auf 67,55 m, womit er seinen dritten Rang festigte.
Mit 70,51 m gelang dem führenden Čeh in Runde fünf ein weiterer Wurf über die 70-Meter-Marke hinaus. Ståhl steigerte sich auf 67,10 m und schob sich damit wieder vorbei an seinem Landsmann Pettersson auf den vierten Platz. Der letzte Durchgang brachte keine Veränderungen mehr auf den vorderen Rängen. Der sechstplatzierte Denny verbesserte seine Weite noch einmal auf 66,47 m, blieb damit jedoch Sechster. Dahinter steigerte sich der Rumäne Alin Firfirică auf 65,57 m und verbesserte sich damit auf den siebten Platz. Achter wurde mit derselben Weite Alex Rose aus Samoa.
Weltmeister nach diesem Wettkampf war Kristjan Čeh, der als einziger Werfer die 70-Meter-Marke übertroffen hatte. Silber gewann Mykolas Alekna vor seinem Landsmann Andrius Gudžius, Medaillenlos blieben die beiden Schweden Daniel Ståhl und Simon Pettersson auf den Plätzen vier und fünf. Rang sechs ging an Matthew Denny.

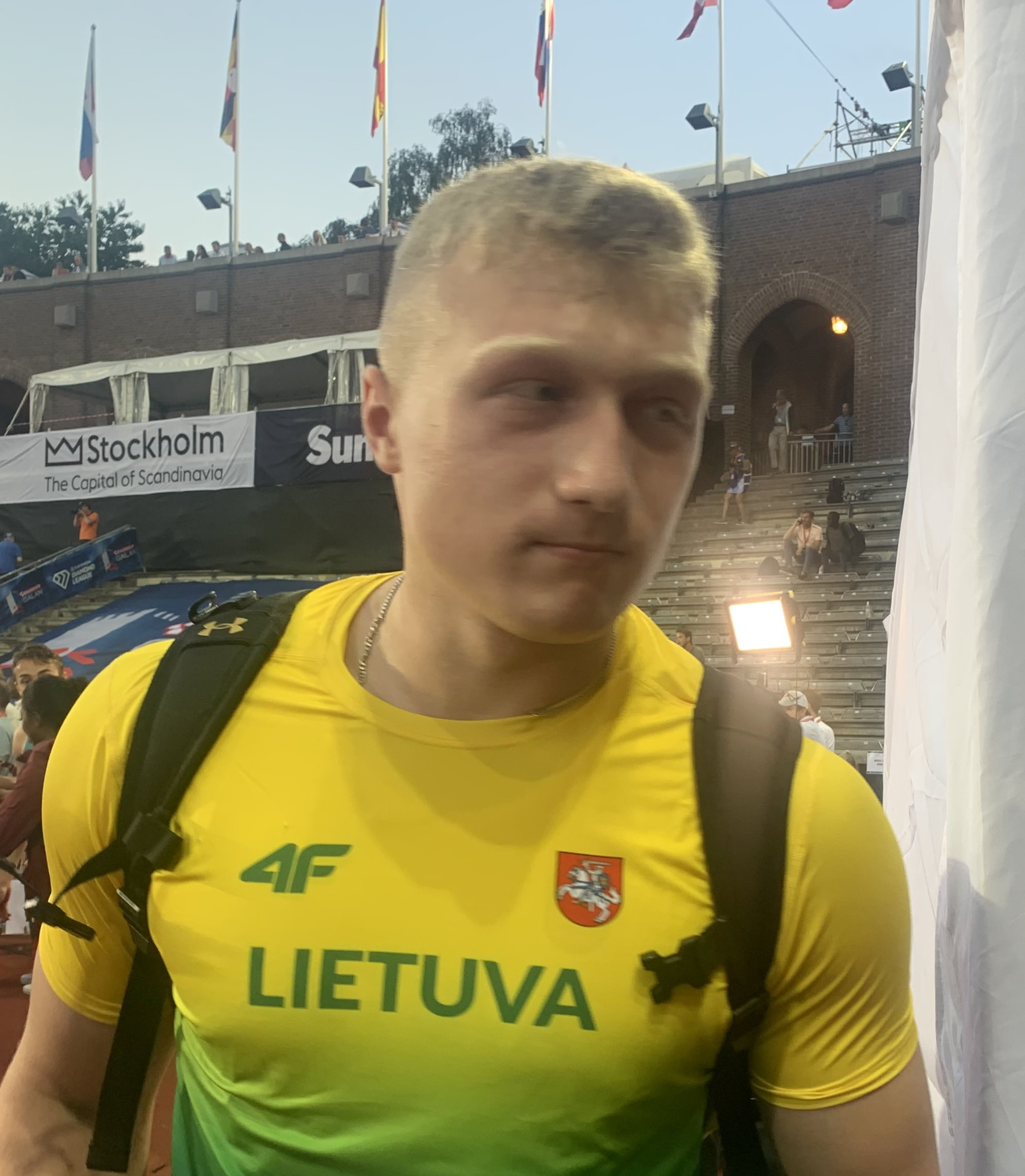
Vizeweltmeister Mykolas Alekna
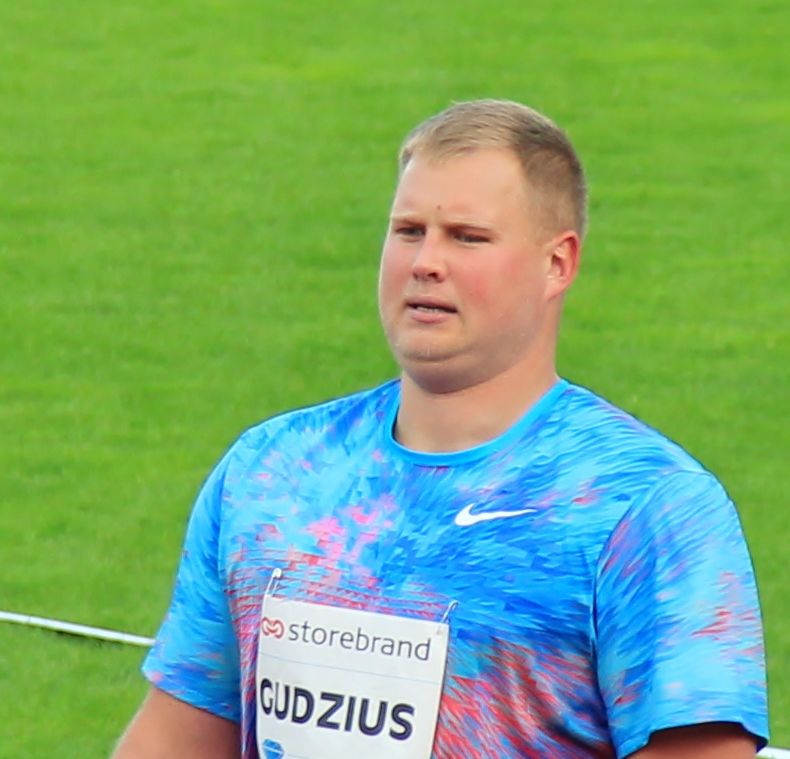
Bronze gab es für Andrius Gudžius
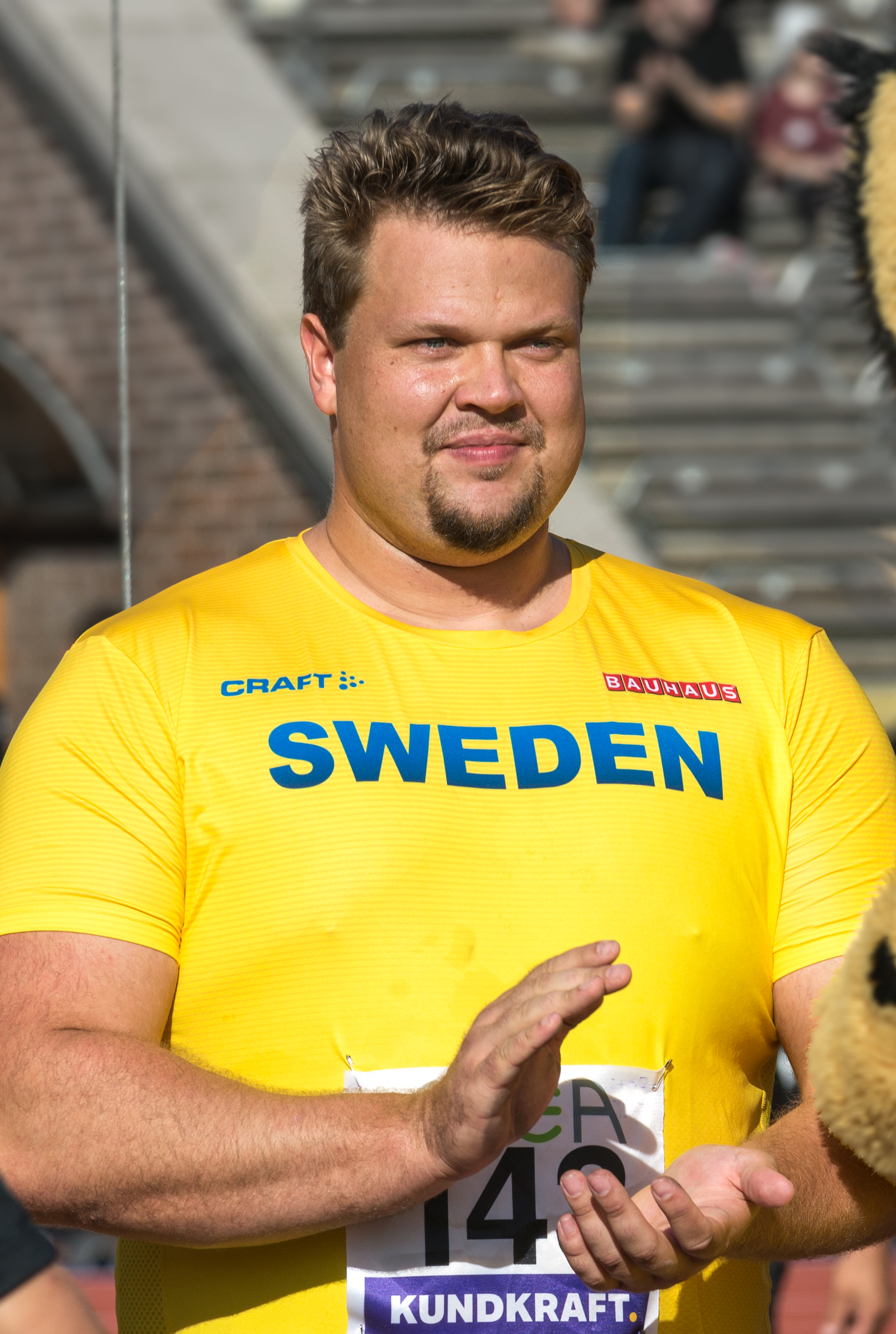
Daniel Ståhl kam auf den vierten Platz

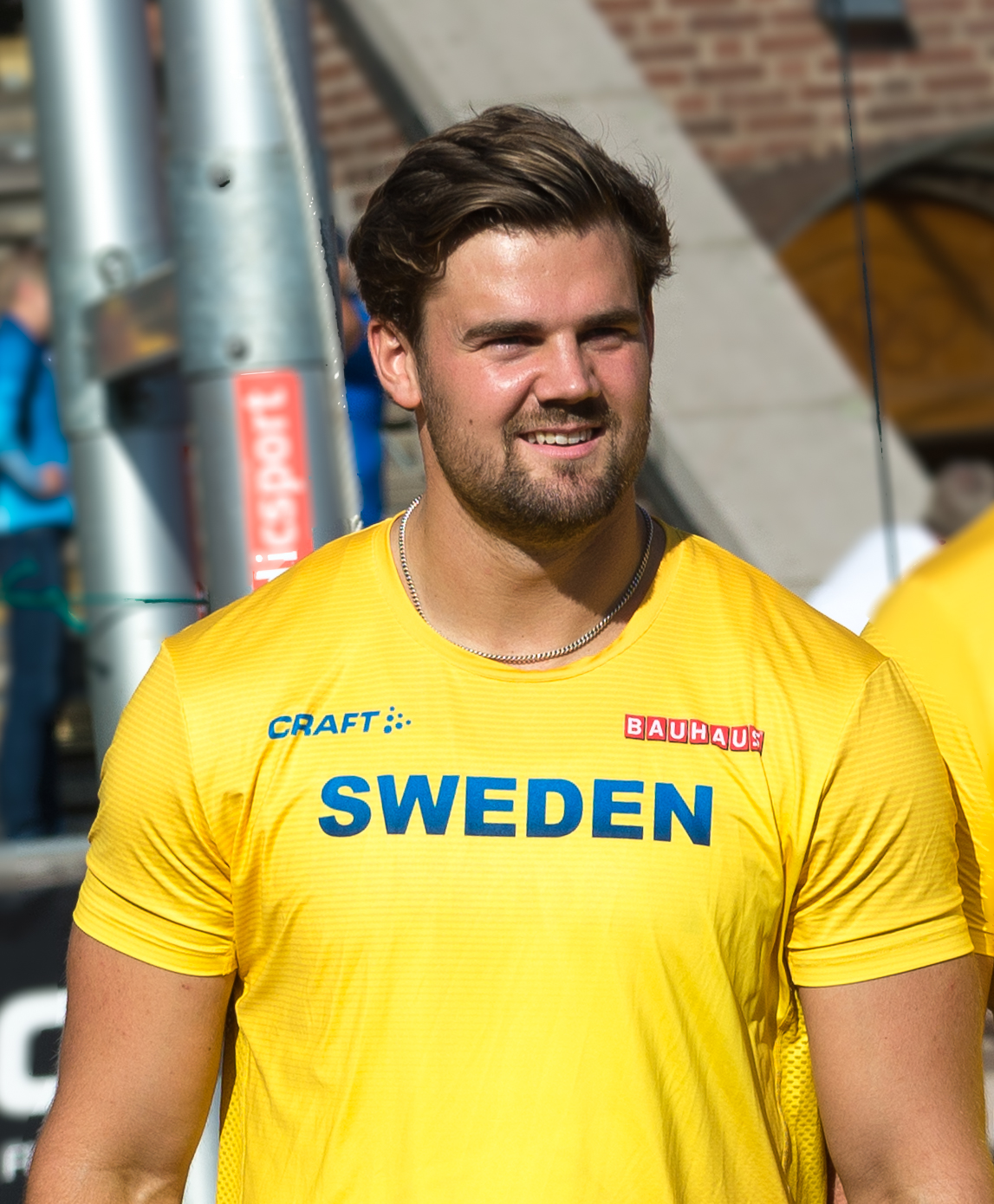
Der fünftplatzierte Simon Pettersson
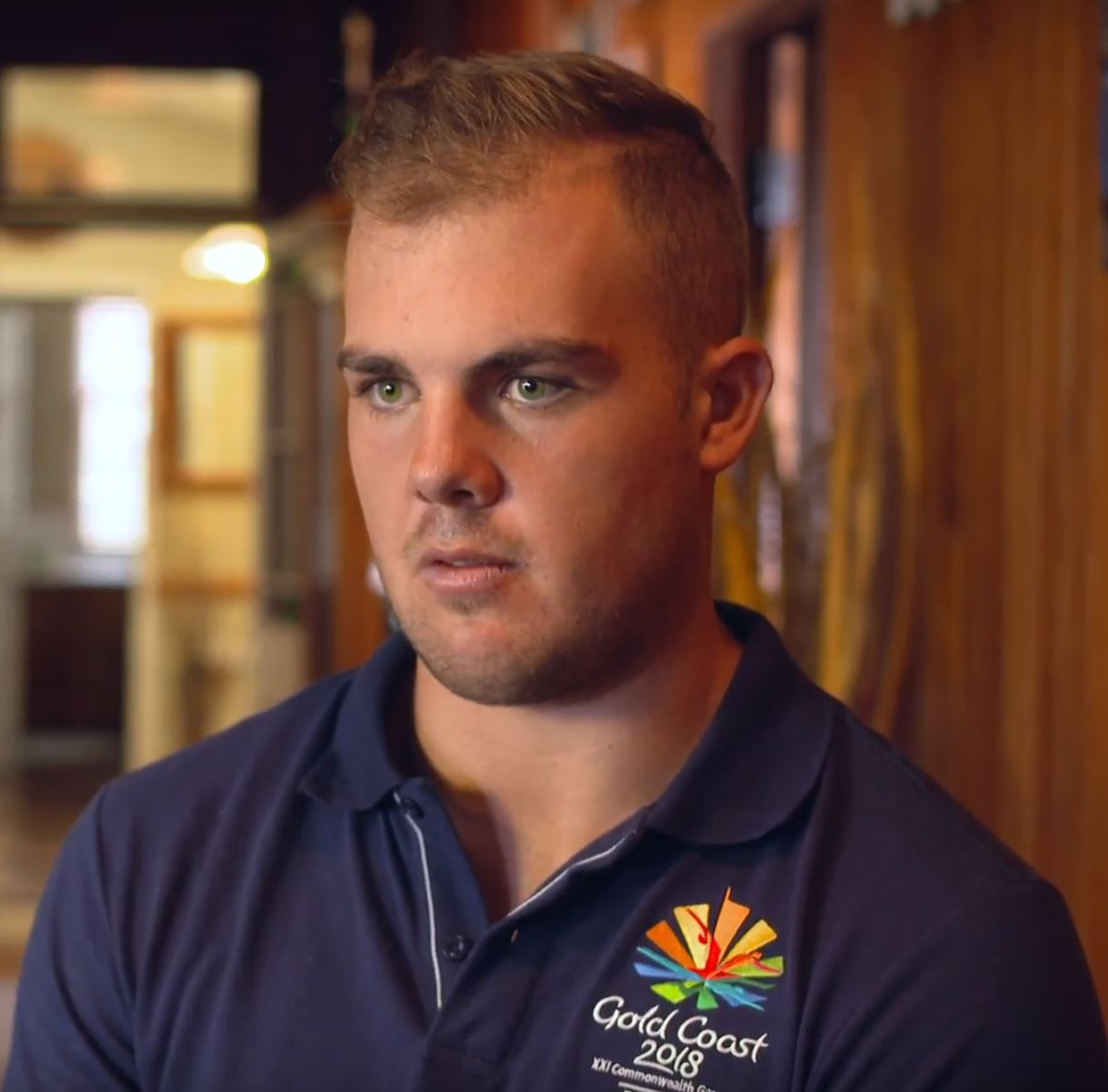
Matthew Denny belegte Rang sechs
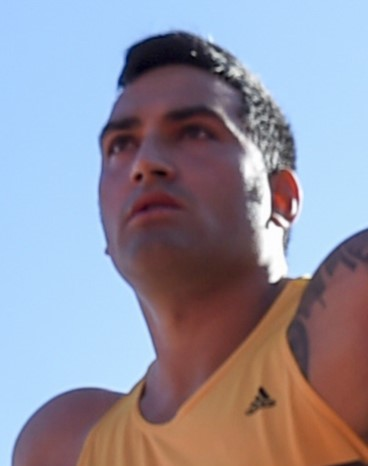
Alex Rose erreichte Platz acht
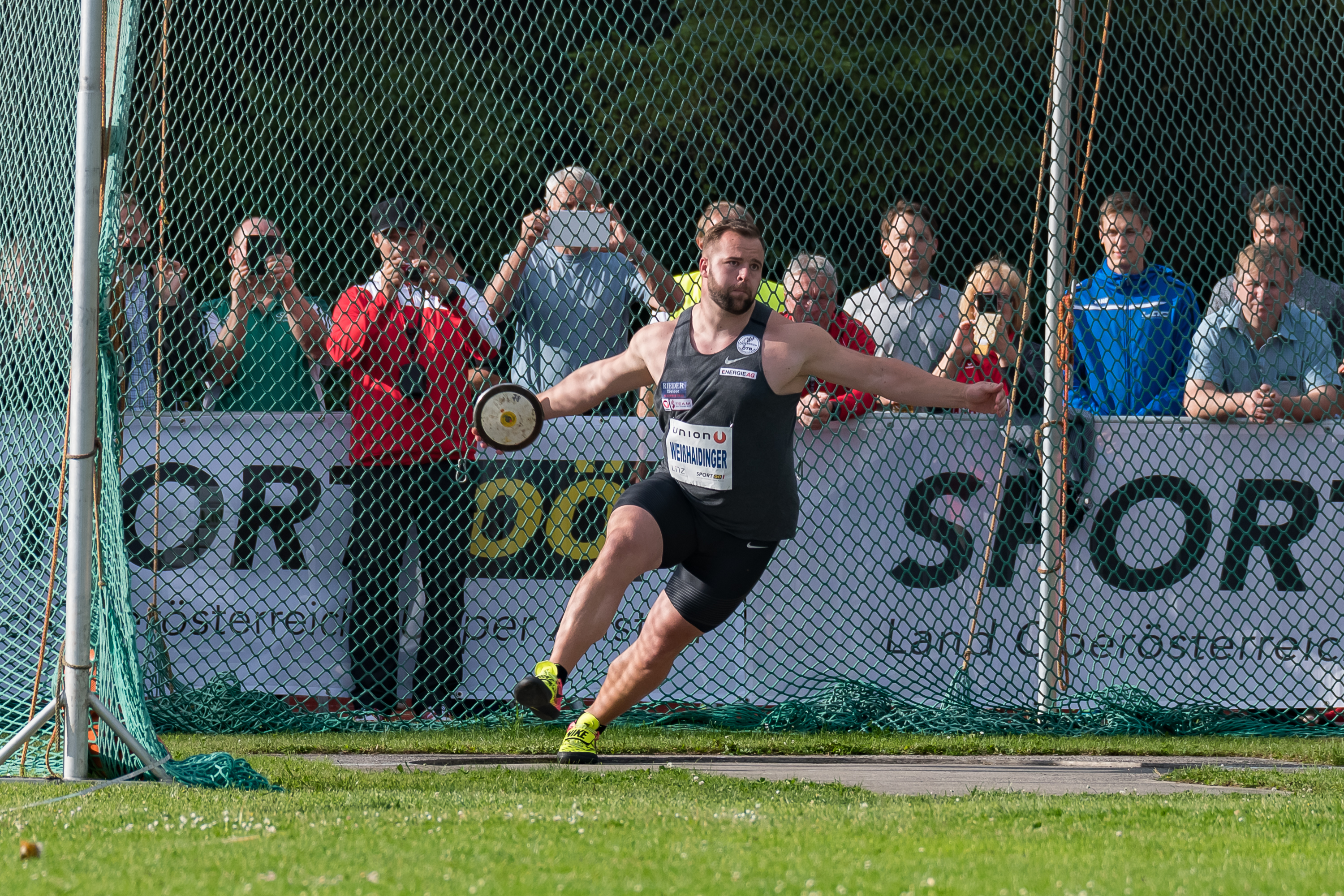
Rang zehn für Lukas Weißhaidinger

## Video
- World Athletics Championships 2022 - Men's Discus Throw, youtube.com, abgerufen am 14. August 2022